# Konrad von Würzburg
Konrad von Würzburg (asi 1225, Würzburg – 31. srpna 1287, Basilej) byl německý středověký básník a minnesängr měšťanského původu, jeden z nejvýznamnějších autorů své doby.

## Život
O jeho životě se dochovalo jen málo informací. Narodil se s největší pravděpodobností ve Würzburgu, předpokládá se, že po nějakou dobu žil ve Štrasburku. Poslední roky svého života strávil v Basilej, kde je také v kapli svaté Magdalény v basilejské katedrále pochován.
Psal ve střední horní němčině a jeho díla byla určena především hornorýnskému patriciátu. Vzorem mu byl Gottfried von Straßburg a Hartmann von Aue. Úpadku dvorské literatury se snažil čelit formální dokonalostí a elegancí. Jeho dílo obsahuje prakticky všechny žánry tehdejší poezie. Je řazen mezi dvanáct starých mistrů, kteří jsou považováni za vzor německé milostné lyriky. Datace jeho děl je buď neznámá nebo sporná.

## Dílo

### Milostné a didaktické básně
- Lieder (Písně), milostná lyrika
- Sprüche (Průpovědi), krátké didaktické básně

### Alegorické básně
- Klage der Kunst (asi 1257–1258, Nářek umění), v díle autor vyjadřuje lítost nad úpadkem dvorské literatury a nad vzestupem obhroublosti.
- Der Welt Lohn (asi 1260, Odplata světa), ponaučení o světském klamu, báseň o přeměně rytíře, toužícího po světském uznání, ve vojáka Ježíše Krista.

### Hagiografické a náboženské básně
- Alexius (asi 1273), život svatého Alexeje, legenda.
- Silvester (asi 1274), život svatého Silvestra, legenda.
- Pantaleon (as 1277), život svatáho Pantaleona, legenda.
- Die Goldene Schmiede (asi 1278, Zlatá kovárna), panegyrik na Pannu Marii.

### Eposy a rytířské romány
- Das Turnier von Nantes (asi 1258, Turnaj v Nantes), epos popisuje turnaj, který se údajně koná v Nantes mezi německými rytíři.
- Der Schwanritter (asi 1258, Rytíř s labutí). Epos je založen na chanson de geste Garin le Loherain a Chevalier au Cygne. Jméno Garin le Loherain je však změněno na Lohengrin a vyprávění je spojeno s příběhy týkajícími se svatého grálu.
- Das Herzmaere (před 1260, Příběh o srdci), tragický příběh milostného trojúhelníku s motivem snědeného srdce milence, ve kterém je zdůrazňována opravdová láska proti konvenčnímu manželství.
- Kaiser Otto und Heinrich von Kempten (asi 1261, Císař Otto a Heinrich von Kempten), rytířský román o rytíři Heinrichovi poslaném do vyhnanství císařem Otou Velikým.
- Engelhard und Engletraut (asi 1273–1274, Engelhard a Engletraut), rytířský román o věrném přátelství inspirovaný chanson de geste Amis a Amil.
- Partonopier und Meliur (asi 1277, Partonopier a Meliur), adaptace francouzského rytířského románu Partonopeus de Blois o dobrodružstvích rytíře Partonopiera byzantské císařovny Meliur.
- Der Trojanerkrieg (Trojská válka), nedokončený rytířský román založený na díle Benoîta de Sainte-Maure, který spojuje pověst o Argonautech s Homérovým textem.